# Hoplacephala tessellata
Hoplacephala tessellata är en tvåvingeart som beskrevs av Macquart 1846. Hoplacephala tessellata ingår i släktet Hoplacephala och familjen köttflugor. Inga underarter finns listade i Catalogue of Life.